# Ruth Bhengu
Nozabelo Ruth Bhengu, née Ruth Ntshulana-Bhengu, le 24 mai 1952, est une femme politique et femme d'affaires sud-africaine. Elle siège au parlement de juin 1999 à août 2005, date de sa démission. Cette démission survient après sa condamnation pour fraude dans le cadre du scandale Travelgate.
Durant son premier mandat, en 2001, elle prononce un discours parlementaire pour révéler le statut séropositif de sa fille, Nozipho Bhengu.
Elle milite dans le Congrès national africain (ANC) devenant membre du Comité exécutif national du parti de 2007 à 2022. En dehors de l'ANC, Nozabelo Ruth Bhengu occupe le poste de présidente de l'Organisation civique nationale sud-africaine (SANCO).
Après son départ du Parlement, elle occupe le poste de maire adjointe de la municipalité du district d'Ugu de 2006 à 2009. Parallèlement à ces fonctions, son engagement au sein de la SANCO, où elle est déjà vice-présidente, le mène à être élue à la présidence de l'organisation en décembre 2008.
Bhengu fait son retour au Parlement en 2009, se positionnant alors comme une fervente supportrice du nouveau président, Jacob Zuma. Elle y accomplit deux mandats consécutifs, mais n'est pas réélue lors des élections générales de 2019, marquant ainsi la fin de sa carrière parlementaire.

## Jeunesse et activisme
Nozabelo Ruth Bhengu nait le 24 mai 1952 à Pietermaritzburg dans l'ancienne province du Natal, aujourd'hui connue sous le nom de KwaZulu-Natal. D'origine zouloue, Bhengu  développe un intérêt pour la politique dès ses années de lycée. Cet engagement est motivé par les politiques éducatives de l'apartheid, notamment celles concernant le système éducatif bantou et, plus spécifiquement, les controverses autour de la langue d'enseignement,.
Nozabelo Ruth Bhengu suit une formation en développement communautaire auprès d'un syndicat, ce qui l'amène à s'impliquer dans l'organisation et l'activisme au sein des communautés. Elle fait notamment partie d'une association de résidents qui a par la suite rejoint l'Organisation civique nationale sud-africaine (SANCO).
Son engagement politique se concrétise en 1987 lorsqu'elle est recrutée par un membre de l'ANC.[réf. nécessaire]
En parallèle de son activisme, Bhengu lance également les Third World Shops, une initiative liée au mouvement anti-apartheid, et fonde un cabinet de conseil en développement en 1995.[réf. nécessaire]

## Parcours politique

### Assemblée nationale: 1999-2005
Nozabelo Ruth Bhengu fait son entrée à l'Assemblée nationale à la suite des élections générales de 1999. Durant cette première législature, elle assume la présidence du Comité du portefeuille des sports et des loisirs.
Réélue pour un second mandat lors des élections générales de 2004, cette fois-ci en tant que représentante de la circonscription du KwaZulu-Natal, elle conserve initialement la même présidence. Cependant, en juin 2004, à la suite d'un remaniement au sein du groupe parlementaire de l'ANC, Bhengu échange sa position avec Yunus Carrim, prenant alors la présidence du Comité du portefeuille sur le gouvernement provincial et local.

### Municipalité d'Ugu: 2006–2009
Avant les élections locales de 2006, Nozabelo Ruth Bhengu est placée en tête de liste par l'ANC pour un poste de conseillère à représentation proportionnelle au sein de la municipalité du district d'Ugu, au KwaZulu-Natal, la positionnant ainsi comme une candidate probable à la mairie.
Cependant, sa candidature suscite une vive controverse en raison de sa récente condamnation dans l'affaire du "Travelgate". L'Alliance démocratique, parti d'opposition, qualifie cette nomination de preuve que l'ANC «tolérait activement la corruption et méprisait les électeurs des collectivités locales», exigeant son retrait.
En réponse, la branche de l'ANC au KwaZulu-Natal défend Bhengu, affirmant qu'elle «montrait des signes de remords» et que le parti lui «donnait une nouvelle chance de servir le peuple de ce pays». Senzo Mchunu, secrétaire provincial de l'ANC, renchérit en déclarant: «Tout ce que nous pouvons dire, c'est que tous ceux qui croient ne pas avoir péché, nous les autoriserons à jeter des pierres sur Ntshulana-Bhengu».

De son côté, Bhengu affirme être victime d'un deux poids, deux mesures, soulignant que des personnalités comme Hansie Cronje, Phillip Powell et Brian Mitchell sont autorisées à réintégrer la vie civique après des controverses.
Bhengu soulève la question de la cohérence dans le traitement des individus ayant commis des erreurs. Elle a fait valoir que si des personnes la qualifiaient toujours d'escroc malgré ses excuses et le fait qu'elle ait purgé sa peine, mais ne tenaient pas le même discours envers des figures comme Hansie Cronje, Phillip Powell et Brian Mitchell, alors cela relevait du racisme.Elle s'interroge sur la fréquence de ses excuses et demande en quoi ses excuses différaient de celles présentées par Cronje, Mitchell et Powell, suggérant qu'elle est soumise à un deux poids, deux mesures.
Nozabelo Ruth Bhengu est élue à un siège de l'ANC au conseil d'Ugu, où elle est ensuite nommée maire adjointe, succédant à Sithembiso Cele,.

#### Montée en puissance de l'ANC et de la SANCO
Au moment de son entrée au gouvernement local, Nozabelo Ruth Bhengu est déjà bien établie au sein de l'ANC, ayant servi à l'exécutif régional du parti à Pietermaritzburg. Elle est également perçue comme une fervente partisane et une "lieutenante" de Zweli Mkhize, alors président provincial de l'ANC au KwaZulu-Natal.
Parallèlement, elle occupe une position nationale importante au sein de la SANCO en tant que vice-présidente, sous la direction de Mlungisi Hlongwane. En 2006, Bhengu assurre même la présidence de la SANCO pendant la suspension de Hlongwan.
En tant que figure influente, Nozabelo Ruth Bhengu est une fervente supportrice de l'ancien vice-président Jacob Zuma alors que ce dernier cherche à évincer le président Mbeki de la présidence de l'ANC,,.
Son soutien est manifeste: en juillet 2006, elle déplore publiquement les accusations de corruption portées contre Zuma, exhortant les Scorpions (unité d'enquête) à «laisser Msholozi tranquille afin qu'il puisse diriger le peuple». Bhengu fait également partie des membres de l'ANC qui assistent aux rassemblements de soutien organisés devant les tribunaux lors des comparutions de Zuma.
En décembre 2007, lors de la 52e Conférence nationale de l'ANC, Jacob Zuma est élu à la présidence du parti. Au cours de cette même conférence, Nozabelo Ruth Bhengu, dont la candidature bénéficie apparemment du soutien du camp Zuma, est nommée pour se présenter aux élections du Comité exécutif national (NEC) de l'ANC. Elle est élue, se classant à la 39e position parmi les 80 membres ordinaires élus, en termes de nombre de voix,.
Parallèlement à son engagement au sein de l'ANC, en décembre 2008, Bhengu a été élue présidente nationale de la SANCO, à la suite de la démission de Hlongwane de l'ANC. Elle a remporté cette élection face à Richard Mdakane, obtenant 792 voix contre 510.

### Retour au Parlement: 2009–2019

#### Président du Comité des transports: 2009-2014
Avant les élections générales de 2009, au cours desquelles Jacob Zuma est élu étant que candidat de l'ANC, Nozabelo Ruth Bhengu est de nouveau incluse sur la liste du parti pour les élections à l'Assemblée nationale, et ce, malgré les protestations de l'Alliance démocratique.
Elle fait son retour au Parlement et est nommée à la présidence du Comité du portefeuille des transports.
Le journal Sowetan révèle que sa société, Riblore 22 cc, était en négociations pour vendre du pétrole aux chauffeurs de minibus-taxis via le South African National Taxi Council (SANTACO).
La presse soulève rapidement la question d'un potentiel conflit d'intérêts, étant donné que son comité de portefeuille est responsable de la réglementation de l'industrie du taxi et supervise l'un des donateurs de SANTACO, le ministère des Transports, .
Cette affaire conduit à une enquête de la commission d'éthique du Parlement. En août 2012, la commission conclut que Bhengu n'enfreint pas le code de conduite, mais réfère tout de même la question du conflit d'intérêts potentiel au bureau du président du Parlement,.
Au cours de la législature, Nozabelo Ruth Bhengu conserve son rôle de présidente du SANCO. En décembre 2012, elle est réélue au Comité exécutif national (NEC) de l'ANC, se classant à une impressionnante huitième position parmi les 80 membres élus,. À la suite de cette réélection, le NEC la désigne comme sa représentante officielle au sein de la branche de l'ANC dans la province du Limpopo.

#### Président du Comité des petites entreprises: 2014-2019
Lors des élections générales de 2014, elle bénéficie d'une position favorable sur la liste du parti de l'ANC, classée 46e. Après l'élection, elle est nommée à la présidence du Comité du portefeuille sur le développement des petites entreprises.
Son engagement au sein du parti se poursuit, et en décembre 2017, elle est réélue pour un troisième mandat au sein du Comité exécutif national (NEC) de l'ANC, se classant 45e sur les 80 membres élus.
Avant les élections générales de 2019, la position de Nozabelo Ruth Bhengu sur la liste du parti de l'ANC diminue considérablement, tombant au rang de 175e, un positionnement jugé "négligé" par The Witness et rendant son élection quasi impossible,.
En mai 2019, la Commission d'intégrité interne de l'ANC inclut Bhengu sur une liste de 23 candidats dont la candidature doit être réexaminée pour cause de mauvaise gestion ou de corruption, la commission électorale d'Afrique du Sud  reçoit auparavant des objections publiques formelles à sa candidature.

## Activisme contre le VIH/SIDA
En mai 2001, alors que l'épidémie de VIH/SIDA en Afrique du Sud, atteit son apogée, Nozabelo Ruth Bhengu marque les esprits en révélant publiquement, lors d'un discours parlementaire, que sa fille, Nozipho Bhengu, est diagnostiquée séropositive en 1998.[réf. nécessaire]
À la suite de son discours inaugural au Parlement, Nozabelo Ruth Bhengu demande instamment au président de l'Assemblée nationale de mettre en place des services de conseil pour les députés touchés par le VIH/SIDA. Elle appelle également le gouvernement à introduire le dépistage obligatoire du VIH pour les résidents sexuellement actifs.
Cependant, sa fille, Nozipho, choisit de ne pas suivre de traitement antirétroviral. Conformément à la politique du gouvernement du président Thabo Mbeki à l'époque, elle opte pour un traitement diététique naturel, tel que préconisé par Tine van der Maas et la ministre de la Santé, Manto Tshabalala-Msimang.
Lorsque Nozipho meurt en 2006 des suites d'une maladie liée au sida, la Treatment Action Campaign souligne que sa mort aurait  pu être évité grâce aux antirétroviraux. Cette déclaration est condamnée par le porte-parole de la famille Bhengu, Mtholephi Mthimkhulu, qui la juge insensible et motivée par des intérêts politiques.
En 2008, les mémoires de Nozipho, intitulés "Against the Wall", sont publiés à titre posthume, incluant un chapitre rédigé par Bhengu elle-même,.

## Travelgate
Nozabelo Ruth Bhengu est l'une des nombreuses députées de l'ANC impliquées dans le scandale du "Travelgate", où des accusations criminelles sont portées pour abus de bons de voyage parlementaires.
En avril 2004, elle accepte un accord de plaidoyer, reconnaissant sa culpabilité pour avoir fraudé le Parlement à hauteur de 43 000 rands en prestations de services. La sentence prononcée est une amende de 43 000 rands ou, à défaut, deux ans de prison, assortie d'une peine de prison supplémentaire de trois ans avec sursis pour une durée de cinq ans.
En juin 2005, l'ANC annonce que Bhengu, ainsi que quatre autres personnes, démissionneraient du Parlement en raison de leur implication dans ce scandale. Elle quitte officiellement son siège parlementaire le 1er août 2005, son poste étant alors repris par Shakes Cele.

## Fin de carrière
Après avoir échoué à se faire réélire lors des élections de 2019, Nozabelo Ruth Bhengu se consacre à une carrière d'entrepreneure à temps plein.
Elle apporte également son soutien à la campagne infructueuse de Zweli Mkhize pour la présidence de l'ANC, avant la 55e Conférence nationale du parti en décembre 2022. Lors de cette conférence, elle n'est pas réélue au Comité exécutif national (NEC), marquant ainsi la fin de sa présence au sein de cette instance dirigeante de l'ANC,.

## Vie personnelle
Nozabelo Ruth Bhengu est mère et déclare en 2005 qu'elle éleve ses enfants en tant que mère célibataire,.

## Note et Références

### Note
- (en) Cet article est partiellement ou en totalité issu de l’article de Wikipédia en anglais intitulé « Ruth Bhengu » (voir la liste des auteurs).